# Бінья Хон
Бінья Хон-Ло (*27 березня 1254 — 1311) — 2-й володар монської держави Гантаваді у 1307—1311 роках.

## Життєпис
Походив з монсько-шанської селянської родини. Народився 1254 року в селі Таговун (сучасний штат Мон), отримавши монське ім'я Ма Ґада (Магада). Про нього хроніки взагалі не згадується за часів утворення держави Гантаваді правління старшого брата Вареру. 1307 року останнього було вбито власними онуками — синами його доньки. Хлопців зрештою було страчено, а владу захопив Ма Ґада. Він прийняв тронне ім'я Бінья Хон-Ло (відомий також як Хун Ло — бірм. ခွန်လေ, монська ခုန်လဴ.
Спочатку підтвердив визнання зверхності держави Сукхотай, отримавши титул соран-паракут. Невдовзі зіткнувся з вторгнення держави Ланна, війська чкої 1307 року дійшли до міста Донвун (на південь від Мартабану, столиці Гантаваді). Місцевий намісник Н'ї Ян зазнав поразки і загинув. Нездатність правителя надати останньому потужну допомогу послабило авторитет серед знаті, васалів та намісників. В результаті вже невдовзі Мін Бала (швагер Бінья Хон-Ло), що був намісником М'яунгмія в гирлі Іраваді став фактично незалежним, не рахуючись з центральним урядом. Поступово на нього стали орієнтуватися сановники та інші намісники, що призвело до відкритого протистояння у 1310 році.
У березні 1311 року війська суперника раптово захопили Мартабан, коли володар був на полюванні на слонів. Спроба відвоювати столицю виявилася невдалою. Бінья Хон-Лон спробував втекти, але його наздогнали ворожі вояки та вбили. Мін бала під впливом дружини оголосив свого сина Со О новим володарем Гантаваді.